# Wynn Las Vegas
Wynn Las Vegas, mer känd som endast Wynn, är både ett kasino och ett hotell som ligger utmed gatan The Strip i Paradise, Nevada i USA. Den ägs och drivs av Wynn Resorts. Hotellet har totalt 2 716 hotellrum och 17 restauranger.
Den 27 april 2000 köpte Steve Wynn och kasinooperatören Wynn Resorts kasinot Desert Inn och dess tomt, som även inkluderade en golfbana, för $270 miljoner. Kasinot stängdes för gott den 28 augusti. Den 23 oktober 2001 revs större delen av Desert Inn i syftet att det skulle byggas ett nytt kasino och hotell samt att anlägga en mindre sjö på 1,4 hektar, Wynn hade meddelat några dagar tidigare att arbetsnamnet på det kommande projektet var "Le Rêve" ("drömmen" på franska) efter inspiration från Pablo Picassos oljemålning med samma namn. Den 23 juni 2003 fick det nya kasinot och hotellet namnet Wynn Las Vegas. Den 8 november 2004 meddelade Wynn att ett till kasino och hotell skulle byggas på tomten och skulle heta Encore Las Vegas. Resten av det gamla Desert Inn revs den 17 november. Golfbanan fick namnet Wynn Golf Club och en del av projektet var att omdesigna den, det skedde efter att Wynn Resorts hade förvärvat ytterligare 87 hektar mark, det mesta var från privata husägare och där i vissa fall fick man enas via domstol. Hela kasino- och hotellanläggningen stod klar den 28 april 2005 till en kostnad på $2,7 miljarder. Exakt ett år senare började Encore att byggas och den stod klar den 22 december 2008 till en kostnad på $2,3 miljarder. I april 2016 började Steve Wynn prata om ett nytt projekt som han ville bygga, en park vid namn Wynn Paradise Park till en kostnad på $1,5 miljarder och skulle vara bestå av en konstgjord lagun och där bland annat ett nytt kasino/hotell och en konferensanläggning skulle uppföras i anslutning till lagunen. Den 17 december 2017 offentliggjorde Wynn att golfanläggningen skulle stängas och golfklubben skulle upphöras med omedelbar verkan. Större delen av marken skulle användas som plats för det tidigare nämnda Paradise Park. I början av 2018 betalade Wynn Resorts $336 miljoner för en tomt som ligger tvärs över The Strip från Wynn och Encore, en tomt som har stått tom sen 2007 när New Frontier Hotel and Casino revs. Steve Wynn meddelade att man hade planer på att uppföra ett nytt hotell och kasino på tomten och den skulle heta Wynn West. Han förutspådde att både Wynn West och Paradise Park skulle stå klara till 2020–2021 när bland annat den närliggande kasinot Resorts World Las Vegas står klar och NFL-laget Oakland Raiders flyttar till Las Vegas och blir Las Vegas Raiders. I november 2018 meddelade Wynn Resorts att Wynn Paradise Park skulle avbrytas och inte bli uppförd i syfte att återinföra golfbanan.